# 1230
1230 (MCCXXX) a fost un an obișnuit al calendarului iulian.

## Evenimente
- 9 martie: Bătălia de la Klokotnița, pe malurile Mariței: țarul Ioan Asan al II-lea al Bulgariei zdrobește forțele lui Teodor I Angelos Ducas; împăratul grec din Epir este luat prizonier și apoi orbit, iar teritoriile sale (Tracia, Macedonia) cad în mâinile învingătorului.
- 19 martie: Regele Alfonso al IX-lea al Leonului ocupă orașul Badajoz, în Estremadura.
- 9 iulie: Pacea de la San Germano, dintre împărat și papă.
- 28 august: Împăratului Frederic al II-lea i se ridică excomunicarea de către papa Grigore al IX-lea.
- 23 septembrie: Regatul Leonului se unește cu cel al Castiliei, sub Ferdinand al III-lea de Castilia.

### Nedatate
- Aflux de coloniști germani în Boemia, pentru exploatarea minelor de argint descoperite aici.
- Cavalerii teutoni sunt invitați în Prusia de către ducele Conrad de Mazovia, în vederea convertirii la creștinism a prusienilor și a celorlalte populații baltice; marele maestru al ordinului, Hermann de Salza, începe cucerirea prin violență a regiunii.
- Deși înfrânți de cavalerii gladiferi, danezii păstrează partea de nord a Estoniei.
- Izbucnește răscoala antivenețiană a populației grecești din Creta, susținută activ de Ioan al III-lea Vatatzes, împăratul bizantin de la Niceea.
- Orașul Dordrecht din Olanda obține drepturi cetățenești.
- Se întemeiază Banatul de Severin.
- Sultanul din Delhi, Iltutmish, supune sultanatul independent de Bengal.
- Sultanul Horezmului, Jalal ad-Din, este înfrânt de trupele musulmane aliate.
- Sultanul selgiucid de Rum ocupă Erzincan și Erzurum.

## Arte, științe, literatură și filozofie
- Este tradusă în latină opera filosofului Averroes.

## Nașteri
- Hu Sansheng, istoric chinez (d. 1302)
- Jean de Comines, cronicar francez (d. ?)
- Ottokar al II-lea, viitor rege al Boemiei (d. 1278)

## Decese
- 28 iulie: Leopold al VI-lea de Babenberg, duce de Austria (n. 1176)
- 23 septembrie: Alfonso al IX-lea, rege al Leonului (n. 1171)
- 15 decembrie: Ottokar I de Boemia (n. 1155)
- Walther von der Vogelweide, poet austriac (n. 1170)

## Înscăunări
- 28 iulie: Frederic al II-lea, duce de Austria (1230-1250).
- 15 decembrie: Václav I, primul rege al Boemiei încoronat la Praga, de către arhiepiscopul de Mainz (1230-1253).